# Институт земной коры СО РАН
Институт земной коры СО РАН (ИЗК СО РАН; Федеральное государственное бюджетное учреждение науки Институт земной коры Сибирского отделения Российской академии наук) — научный геологический институт Сибирского отделения Российской академии наук, расположен в городе Иркутск. Был образован как Институт геологии ВСФ АН СССР (1949). Входит в Иркутский научный центр СО РАН (Академгородок). Основные научные направления института:
- Современная эндо- и экзогеодинамика. Геологическая среда и сейсмический процесс. Ресурсы, динамика подземных вод и геоэкология.
- Внутреннее строение, палеогеодинамика, эндогенные процессы и флюидодинамика континентальной литосферы.

## История
Основан 1 февраля 1949 года как Институт геологии Восточно-Сибирского филиала АН СССР, для изучения геологии, минеральной-сырьевой базы и инженерно-геологических условий Восточной Сибири.
В 1957 году переименован в Восточно-Сибирский геологический институт Сибирского отделения АН СССР.
В 1962 году был переименован в Институт земной коры Сибирского отделения АН СССР (РАН с 1991 года).
В институте были созданы и развиваются научные школы:
- члена-корреспондента АН СССР Н. А. Флоренсова «Изучение новейшей тектоники и рельефа земной поверхности»
- члена-корреспондента АН СССР М. М. Одинцова «Исследование алмазоносности Сибирской платформы»
- профессора А. А. Трескова «Сейсмологические исследования в Сибири»
- члена-корреспондента АН СССР В. П. Солоненко «Палеосейсмогеологический метод в сейсмогеологии»
- члена-корреспондента РАН Е. В. Пиннекера «Роль подземных вод в геологических процессах»
- академика РАН Н. А. Логачева «Кайнозойский континентальный рифтогенез»
- академика РАН Ф. А. Летникова «Эндогенные флюидные фанерозойские системы континентальной литосферы Центральной Азии»
- члена-корреспондента РАН Е. В. Склярова «Петрологические индикаторы тектонической эволюции древних кратонов и складчатых областей»

### Руководство
Директора, по году назначения:
- 1949 — член-корр. АН СССР Флоренсов, Николай Александрович (1909—1986)
- 1953 — врио директора Е. К. Гречищев
- 1954 — член-корр. АН СССР Одинцов, Михаил Михайлович (1911—1980)
- 1976 — академик РАН Логачёв, Николай Алексеевич (1929—2002)
- 1998 — член-корр. РАН Скляров, Евгений Викторович
- 2013 — член-корр. РАН Гладкочуб, Дмитрий Петрович

## Описание
Институт является ведущим научным учреждением страны по изучению континентального рифтогенеза, процессов эволюции суперконтинентов и геодинамики Азии, а также по мониторингу и прогнозу опасных геологических процессов, в том числе, землетрясений.
Сотрудники института разработали палеосейсмогеологический метод оценки уровня сейсмической опасности, получивший широкое применение далеко за пределами России, создали сеть станций для наблюдения подвижности литосферы с использованием методов спутниковой (GPS) геодезии.
Разработали оригинальную методику поиска алмазов и осуществили прогнозную оценку перспектив алмазоносности на юге Сибирской платформы. Институтом земной коры СО РАН выявлен ряд новых рудоносных структур и месторождений, определена технология извлечения полезных компонентов из золошлаковых отходов объектов теплоэнергетики региона.
Ведётся комплексная проработка геолого-геофизических материалов с целью изучения строения и количественной оценки перспектив нефтегазоносности с обоснованием главных направлений поисково-разведочных работ на территории Иркутской области.
Сотрудники ИЗК СО РАН определили перспективы использования подземных вод для водоснабжения целого ряда крупных городских поселений Иркутской области и Республики Саха (Якутия), выполнили комплекс инженерно-геологических и геоэкологических исследований в зоне водохранилищ Ангаро-Енисейского каскада ГЭС, побережья озера Байкал и трассы БАМ, разработали рекомендации по экологической безопасности отработки карьеров на территории Якутской алмазоносной провинции.

### Стркутура
В составе института 3 секции: геологическая, геофизическая, гидрогеологии и инженерной геологии.
Лаборатории и другие подразделения:
- Центр коллективного пользования «Геодинамика и геохронология»
- Лаборатория современной геодинамики
- Лаборатория геологии и магматизма древних платформ
- Лаборатория гидрогеологии
- Лаборатория изотопии и геохронологии
- Лаборатория инженерной геологии и геоэкологии
- Лаборатория комплексной геофизики
- Лаборатория кайнозоя
- Лаборатория инженерной сейсмологии и сейсмогеологии
- Лаборатория палеогеодинамики
- Лаборатория петрологии, геохимии и рудогенеза
- Отдел сейсмостойкого строительства
- Лаборатория тектонофизики
- Отдел комплексного использования минерального сырья
- Редакция журнала «Геодинамика и тектонофизика»
- Лаборатория геологии нефти и газа
- Музей института

## Награды и премии
Награды и премии сотрудников:
- Премия Ленинского комсомола — С. Лысак (1970), С. Рассказов (1986).
- Ленинская премия — В. Буряк (1980).
- Государственная премия СССР — О. Адаменко (1978), Н. Логачев (1978), Н. Флоренсов (1978), Е. Пиннекер (1986), Б. Писарский (1986), Б. Владимиров (1991).
- Государственная премия РФ — В. Имаев, В. Хромовских (2003).
- Премия Правительства РФ — Ф. Летников (2006).
- Премия Совета Министров СССР — А. Бухаров, С. Голенецкий, В. Джурик, С. Замараев, Н. Зарубин, В. Кочетков, Р. Курушин, В. Лапердин, Н. Логачев, Л. Мишарина, В. Николаев, В. Павленов, О. Павлов, Е. Пиннекер, В. Солоненко, Р. Семенов, В. Хромовских, С. Шерман, В. Ясько (1988).
- Золотая медаль им. М. М. Пржевальского — Г. Уфимцев.
- Золотая медаль Силезского университета (Польша) — Ю. Тржцинский.

Более 100 сотрудников были награждены ордами СССР, РФ и государственными наградами зарубежных стран.

## Геологический музей
Музей Института земной коры был создан в 1995 году как Геологический музей по инициативе профессора Ю. В. Комарова, для демонстрации и изучения геологических образцов собранных сотрудниками в Восточной Сибири и Монголии.

## Редакционно-издательская деятельность
В институте организован научный электронный журнал «Геодинамика и тектонофизика», который выпускается с января 2010 года. Инициаторами его создания и основными редакторами стали чл.-к. РАН Е. В. Скляров и д.г.-м.н., академик РАЕН С. И. Шерман.
Учредители журнала — ФГБУН Институт земной коры Сибирского отделения РАН и ФГБУН Сибирское отделение РАН. Издатель журнала ИЗК СО РАН является членом Ассоциации научных редакторов и издателей (АНРИ).
В журнале публикуются статьи, касающиеся вопросов геологии, геодинамики, тектоники, тектонофизики, экспериментального моделирования геологических и тектонических процессов.

## Память
Сотрудниками Института открыто более 15 новых минеральных видов.
Некоторые названия минералов связаны с именами учёных и историей института: одинцовит, флоренсовит, наталиит, земкорит, азопроит и другие.